# Тихочај
Тихочај су насељено место у Републици Хрватској у Загребачкој жупанији. Административно је у саставу града Јастребарског. Простире се на површини од 2,8 км2.

## Становништво
Према задњем попису становништва из 2001. године у насељу Тихочај живела су 4 становника који су живели у 1 породичном домаћинству. Густина насељености је 1,43 становника на км2
Кретање броја становника по пописима 1857—2001.
| година пописа  | 1857. | 1869. | 1880. | 1890. | 1900. | 1910. | 1921. | 1931. | 1948. | 1953. | 1961. | 1971. | 1981. | 1991. | 2001. |
| бр. становника | 31    | 46    | 35    | 45    | 47    | 48    | 53    | 54    | 59    | 60    | 54    | 47    | 18    | 10    | 4     |